# St. Vinzenz (Weißbach)

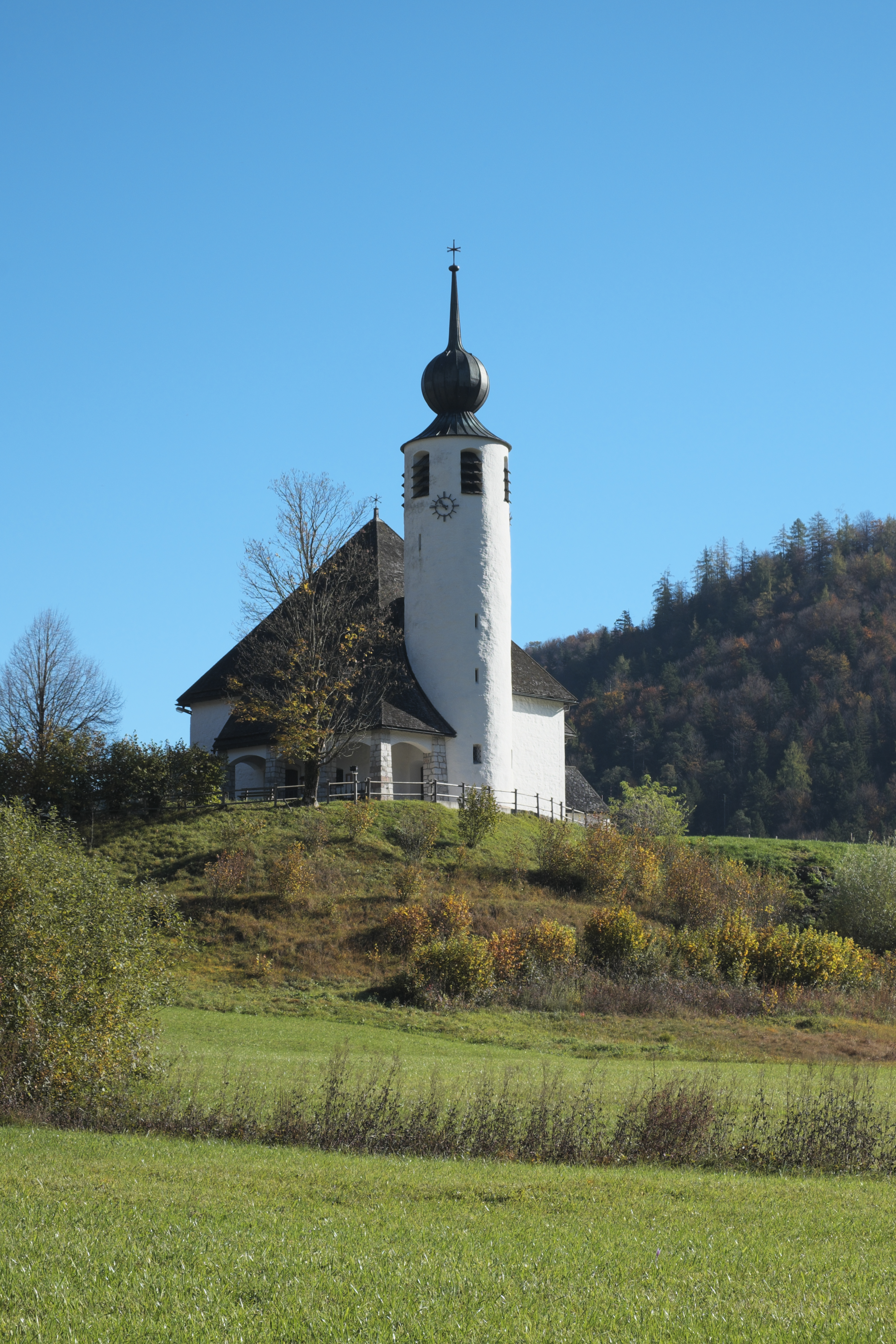
Filialkirche St. Vinzenz in Weißbach

St. Vinzenz ist eine denkmalgeschützte, römisch-katholische, nach Plänen von Georg Berlinger errichtete Filialkirche in Weißbach an der Alpenstraße, Gemeinde Schneizlreuth im Landkreis Berchtesgadener Land.

## Geschichte und Architektur
Die Kirche wurde 1949 bis 1950 unter Pfarrer Johann Oberhauser nach Plänen des Münchner Dombaumeisters Georg Berlinger im Heimatschutzstil unter Verwendung von Elementen der Moderne erbaut. Am 30. Juli 1950 wurde die Kirche durch Weihbischof Anton Scharnagl geweiht.
Architektonische Besonderheiten der Kirche sind der quadratische Kirchenraum sowie der runde Kirchturm mit dem markanten langgestreckten Zwiebelhelm.
Die vom Karlsteiner Maler Georg Gschwendner geschaffenen Fresken im Inneren stellen die drei biblischen Motive Maria Himmelfahrt, das Weinwunder zu Kana und die Brot- und Fischvermehrung dar. Ein viertes Fresko zeigt Vinzenz von Valencia, den Kirchenpatron und Schutzheiligen der Holzfacharbeiter. Die Altarwandplastik stammt vom Bildhauer Leopold Hahn.

## Orgel

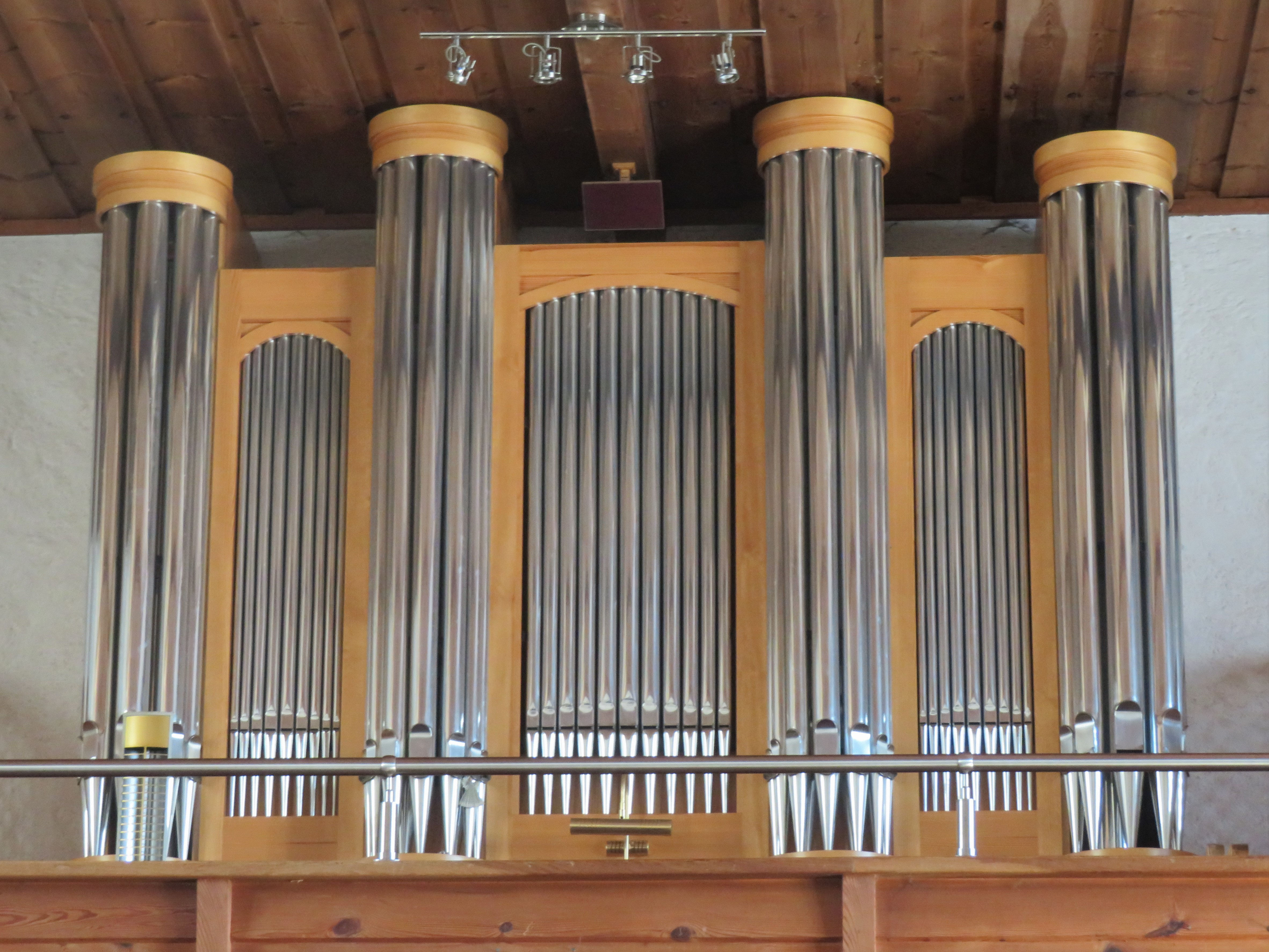
Die Škrabl-Orgel (2022)

Die erste Orgel der Vinzenzkirche war ein gebrauchtes Instrument aus der Werkstatt der Münchner Orgelbaufirma Leopold Nenninger, das 1956 für 4.600 DM eingebaut wurde. Dieses wurde im Jahr 2008 durch eine neue Orgel des Orgelbauers Anton Škrabl aus Slowenien zum Preis von 72.000 Euro ersetzt und am 5. Oktober 2008 im Rahmen eines Festgottesdienstes durch Weihbischof Franz Dietl geweiht.

## Glocken
Die drei Glocken gis1 (1950), h1 (1958) und cis2 (1962) wurden von der Glockengießerei Johann Hahn in Landshut hergestellt.